# Nuno Borges
Nuno Borges (født 19. februar 1997 i Maia, Portugal) er en professionel tennisspiller fra Portugal.